# Konståret 1894

## Händelser

### Okänt datum
- Jack Butler Yeats gifter sig med konstnären Mary Cottenham White.

## Verk

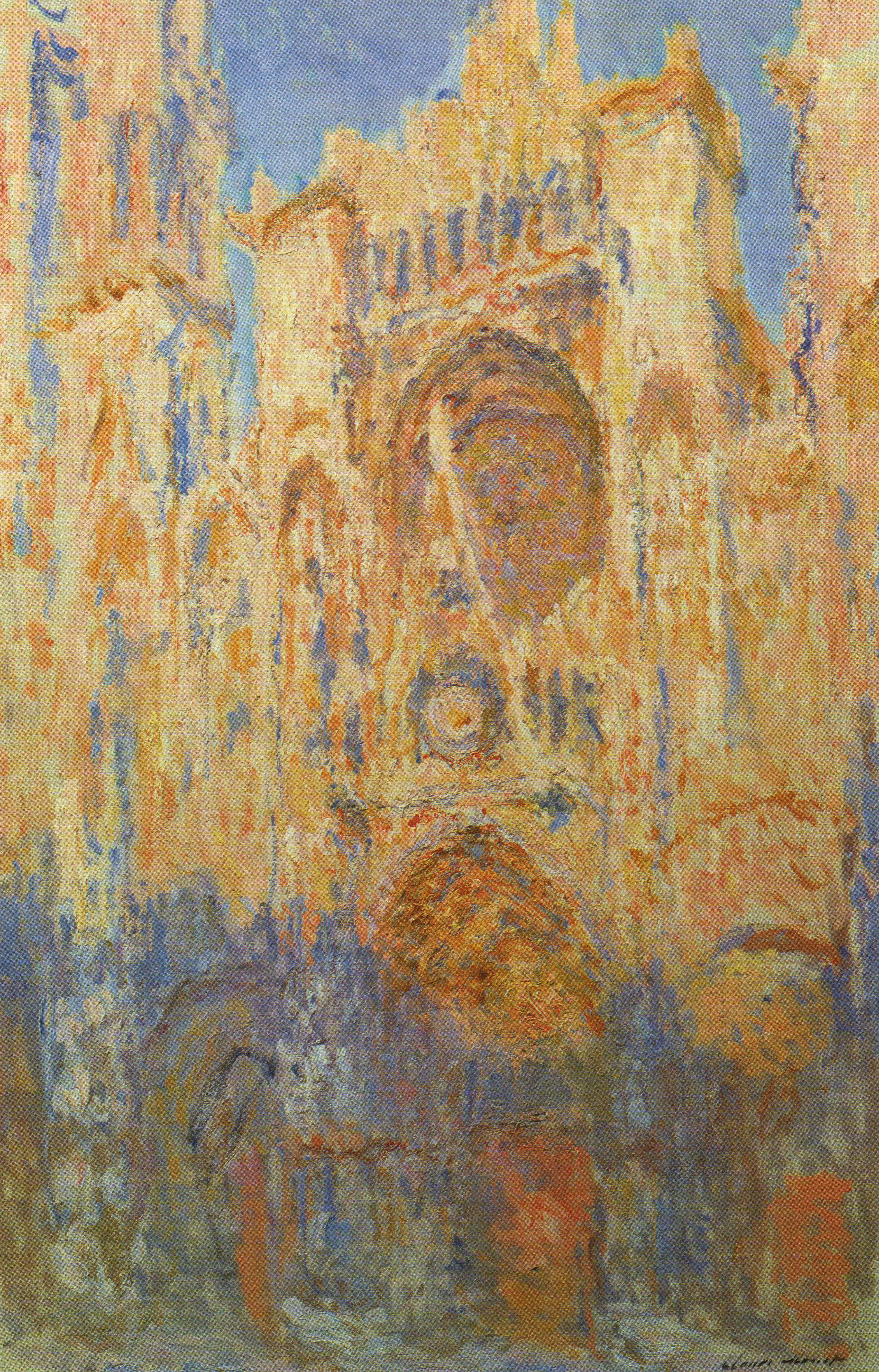
Claude Monet målade Cathédrale de Rouen mellan 1892-1894.

- August Malmström – Det gamla och det unga Sverige
- Claude Monet (1892-1894) - Cathédrale de Rouen.
- Henri de Toulouse-Lautrec - Au Salon de la Rue des Moulins (repise)

## Födda
- 3 februari - Norman Rockwell (död 1978), amerikansk målare och illustratör.
- 13 februari - Robert Högfeldt (död 1986), svensk konstnär, illustratör och karikatyrist.
- 18 februari - Paul Williams (död 1980), amerikansk arkitekt.
- 8 mars - Wäinö Aaltonen (död 1966), finsk skulptör.
- 17 mars - Meredith Frampton (död 1984), brittisk målare och etsare.
- 21 mars - Hannah Ryggen (död 1970), norsk textilkonstnär.
- 10 april - Ben Nicholson (död 1982), engelsk målare.
- 19 april - Adolf Wissel (död 1973), tysk målare, officiell nazistisk konstnär.
- 22 april - Bror Hjorth (död 1968), svensk konstnär.
- 22 april - Erik Fleming (död 1954), svensk konsthantverkare och silversmed.
- 24 april - Ewald Dahlskog (död 1950), svensk konstnär (ebenist).
- 21 maj - Kurt Jungstedt (död 1963), svensk målare, tecknare och grafiker.
- 30 maj - Magda Ringius (död 1979), svensk konstnär.
- 2 juni - Hugo Runewall (död 1971),  svensk målare, tecknare, grafiker, skulptör och konsthantverkare.
- 4 juni - Reinhold von Rosen (död 1961),  svensk grafiker, tecknare och målare.
- 13 juni - Jacques Henri Lartigue (död 1986), fransk fotograf och målare.
- 2 juli - André Kertész (död 1985), ungersk fotograf.
- 14 juli - Dave Fleischer (död 1979), amerikansk animatör.
- 14 juli - Otte Sköld (död 1958), svensk målare, tecknare och grafiker.
- 6 augusti - Frans Larsson (död 1957), svensk konstnär.
- 21 augusti – Christian Schad (1982), tysk konstnär.
- 26 augusti - Gala Dalí (död 1982), rysk modell och hustru till Salvador Dalí.
- 3 september - André Hébuterne (död 1992), fransk målare.
- 4 september - Aleksandar Deroko (död 1988), serbisk arkitekt och författare, professor vid Belgrads universitet.
- 6 september - Robert Nilsson (död 1980), svensk skulptör och keramiker.
- 16 september - Estrid Ericson (död 1981), svensk tennkonstnär formgivare och grundare av Svenskt Tenn.
- 23 september - Ture Bosin (död 1983), svensk konstnär.
- 14 oktober - E. E. Cummings (död 1962), amerikansk poet och målare.
- 25 oktober - Claude Cahun (död 1954), fransk konstnär, fotograf och författare.
- 6 november  - Axel Fridell (död 1935), svensk grafiker och målare.
- 8 november - Norman Rockwell (död 1978), amerikansk målare och illustratör.
- 4 december - Greta Gahn (död 1996), svensk textilkonstnär.
- 8 december - James Thurber (död 1961), amerikansk serietecknare.
- 21 december - Gunnar Torhamn (död 1965), svensk konstnär.
- okänt datum - David Tägtström (död 1981), svensk konstnär, målare, grafiker och tecknare.
- okänt datum - Nils Sjögren (död 1952), svensk skulptör och målare.
- okänt datum - Pietro Lombardi (död 1984), italiensk arkitekt och skulptör.
- okänt datum - Ronald Ossory Dunlop (död 1973), irländsk författare och målare.

## Avlidna
- 21 februari - Gustave Caillebotte (född 1848), fransk målare.
- 17 juni - William Hart (född 1823), amerikansk landskapsmålare.
- 1 juli - Jean-Joseph Carriès (född 1850), fransk skulptör och keramiker.
- 5 augusti - Giovanni Muzzioli (född 1854), italiensk målare.
- okänt datum - Per Hasselberg (född 1850), svensk skulptör.
- okänt datum - Charles Laval (född 1862), fransk målare.
- okänt datum - Armand Gautier (född 1825), fransk målare.
- okänt datum - Carl Werner (född 1808), tysk vattenfärgsmålare.